# Villa romaine de Pardigon
Pour les articles homonymes, voir Pardigon.
Entre La Croix-Valmer et Cavalaire dans le Var, près de la plage du Débarquement, il a été trouvé quatre sites romains : Pardigon 1 (dépotoir romain annexe de Pardigon 3), Pardigon 2 (villa en cours de fouilles en bordure de la plage), Pardigon 3 (villa fouillée entre 1983 et 1986, actuellement enfouie sous le parking du théâtre en plein air Les Tragos), et une petite nécropole (derrière la supérette).

## Histoire
Sur le littoral varois, le site s’inscrit « dans un vaste amphithéâtre de verdure adossé aux contreforts du massif des Maures et ouvert sur une baie délimitée par un relief très marqué entre le Cap de la Vigie à l’Ouest et la pointe de Vergeron à l’Est. ».
L'histoire du site remonte au Néolithique (silex trouvés) ; il a été trouvé aussi des traces de l'âge du fer (poteries), et de l'époque gauloise.
- Vers 40 av. J.-C. : premières cabanes (murs en pierres sèches, toitures en roseaux, four à pain, alandier)
- Vers 30 apr. J.-C. : arasement des cabanes, et édification de la première villa et de son site de vinification (chais, fouloir, pressoir, etc.) en micaschiste, serpentinite, et quartz, liés à l'argile.

- Vers 45 apr. J.-C. : villa arasée, et reconstruite, pour l'exhausser de 2 m.
- Vers 100 : villa agrandie vers l'ouest.

Au IIIe siècle, Pardigon 3 est rattachée à Pardigon 2.
- Fin Ve siècle/début VIe : fin de l'Empire romain, et villa pillée par les Wisigoths.
- Moyen Âge : brûlage des marbres de Carrare de la villa, pour faire de la chaux (absente du massif des Maures).
- Abandon jusqu'au XIXe siècle.
- Second Empire : construction, sur les ruines romaines, d'une caserne de Douanes, entourée de champs cultivés (vignes, vergers); les douaniers abîment profondément la villa (destruction d'une partie des thermes par exemple)
- 1943 : les Allemands font sauter la caserne (nouvelles destructions).
- Abandon jusqu'en 1983-1986 : débroussaillages et fouilles faits par le Centre Archéologique du Var.
- Abandon jusqu'en 2004 : débroussaillages, et reprise des sondages, par les archéologues amateurs de l'Association Archéologique Aristide Fabre (basée à Sainte-Maxime); clôturage complet du site
- À cause de sa situation sur le littoral sud de la Baie de Saint-Tropez, ce site a été soumis à une intense pression  d’urbanisation. Dès les années 1980, les associations locales de protection de l’environnement se mobilisèrent afin « d’éviter la création d’une ZAC à vocation touristique et d’assurer la protection définitive de ce lieu grâce à une acquisition par le Conservatoire du littoral ». Celle-ci a été finalisée en janvier 2013[1].

## Description
La villa était un immense domaine viti-vinicole qui faisait commerce de l'Italie à l'Espagne; environ 50 personnes y vivaient; il y a été retrouvé : un port privé, une zone artisanale, une poterie, un tuilier; et aussi : vases, pichets, jattes, lampes, vaisselles de toutes sortes, fioles à parfum, tesselles de mosaïques de 2 couleurs, verreries, tuyaux de plomb et céramique, une soixantaine de pièces de monnaie romaine, et surtout une magnifique tête de femme en marbre de Carrare qui devait servir de mascaron, et actuellement dans le bureau du maire de La Croix Valmer.

## Pardigon 1
Dépotoir romain annexe de la villa de Pardigon 3, et à l'origine de la découverte de l'ensemble des 4 sites

## Pardigon 2
Pardigon 2 est la plus grande villa maritime romaine du bassin méditerranéen (environ 3 500 m2)[réf. nécessaire].

## Pardigon 3

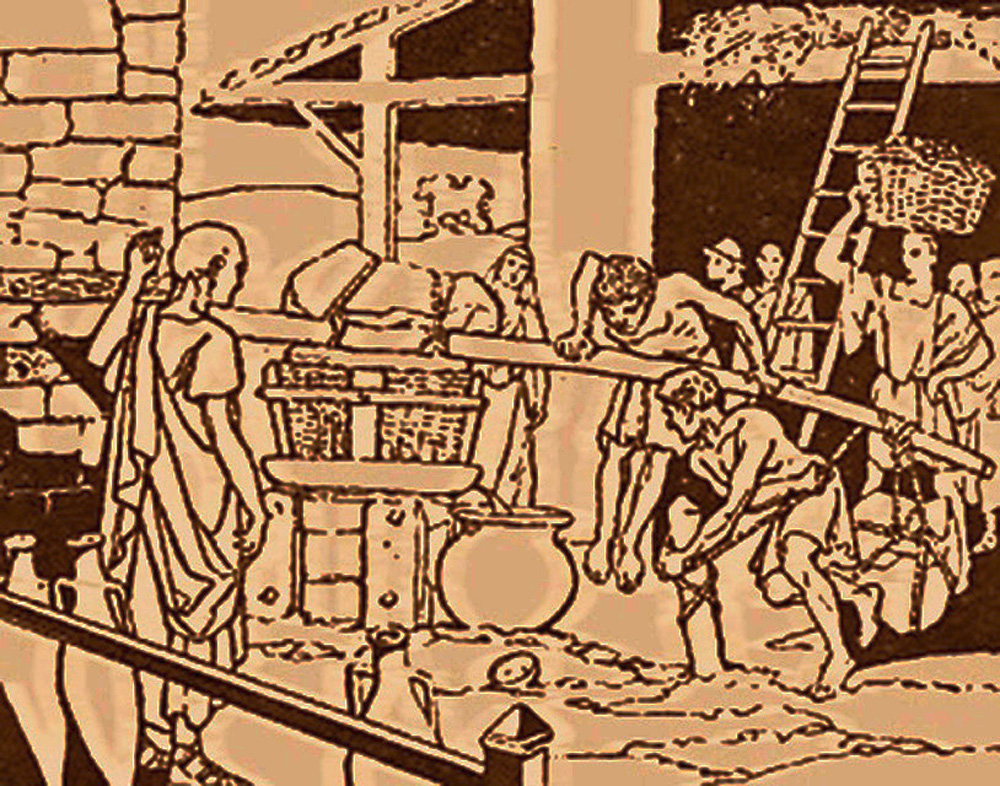
Pressoir romain

Cette nouvelle villa rustica fut « Organisée autour d’un espace d’habitation (pars urbana) avec atrium, péristyle et thermes privés et d’un espace de travail agricole (pars rustica) ». Son propriétaire gérait un domaine d’une centaine d’hectares de vignes. Il avait fait aménager des chais abritant les fouloirs, le pressoir, les cuves et plus d’une centaines de cuves, ainsi que des dolia, enterrées dans le sol. Il disposait ainsi d’une capacité de vinification de 1 000 à 2 000 hectolitres par an.
Le vin de Pardigon était commercialisé dans des amphores par le port de Fréjus. Cependant, la concurrence d’autres vins et la crise économique liée au déclin de l’Empire romain imposèrent un regroupement. La villa Pardigon 3 fut rattachée à Pardigon 2 au cours du IIIe siècle. Sa vocation viticole continua jusqu'à la fin du Ve siècle, période où elle fut pillée par les Wisigoths.